# 竹叶海站
竹叶海站位于中华人民共和国湖北省武汉市硚口区，是武汉地铁1号线的地铁车站。

## 历史
竹叶海站是伴隨武汉地铁1号线二期工程建設的一個預留站，設站目的是為服務武汉宜家家居商场，由於武汉地铁1号线二期通車時，宜家家居還沒有建設，所以沒有跟隨開通，列車會以直通方式穿過此站。在商場開業前此站月台一直荒廢，甚至有青苔和雜草出現。随着商场的开业，该车站已于2014年9月17日上午10点顺利开通。

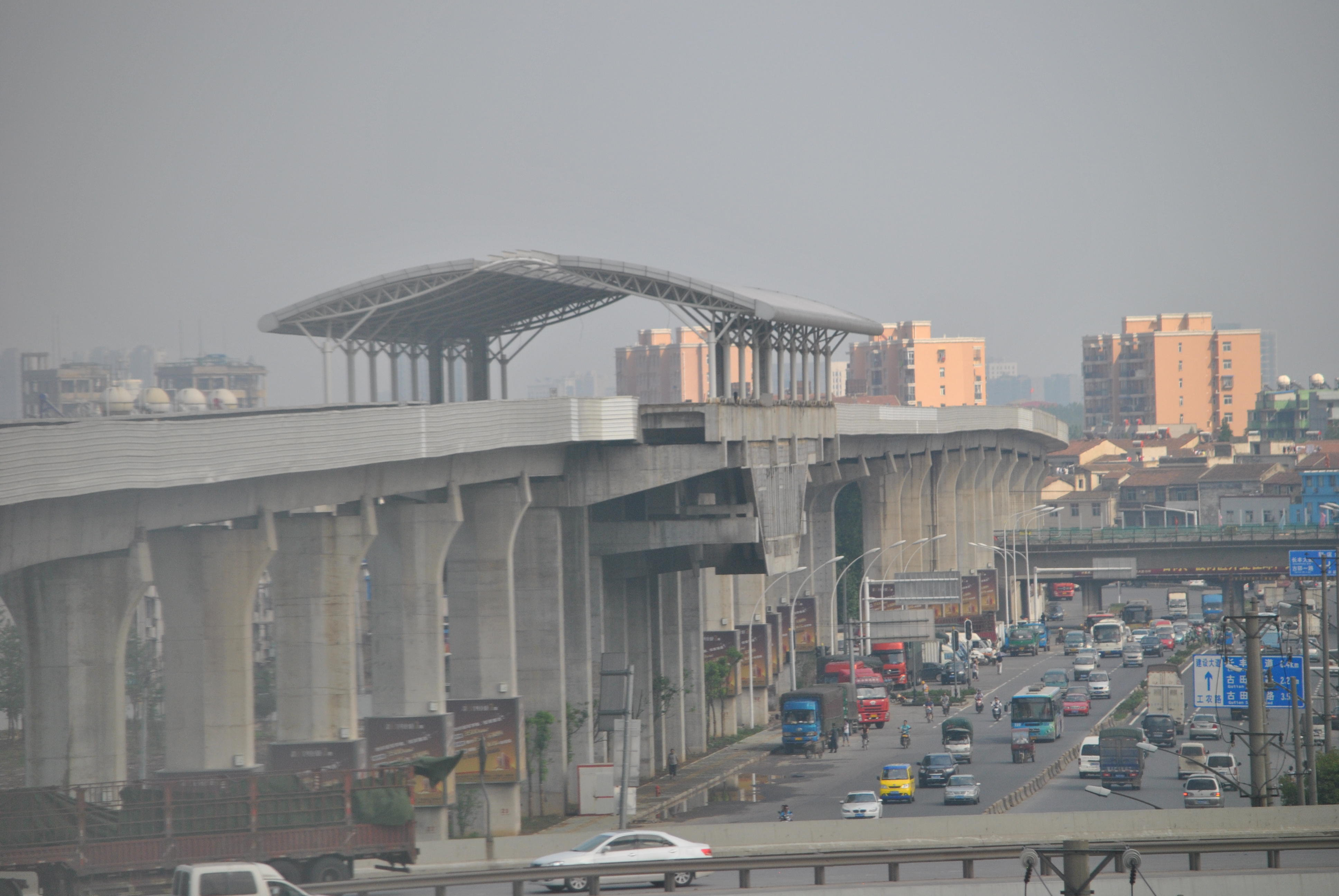
尚未啟用時的竹葉海站
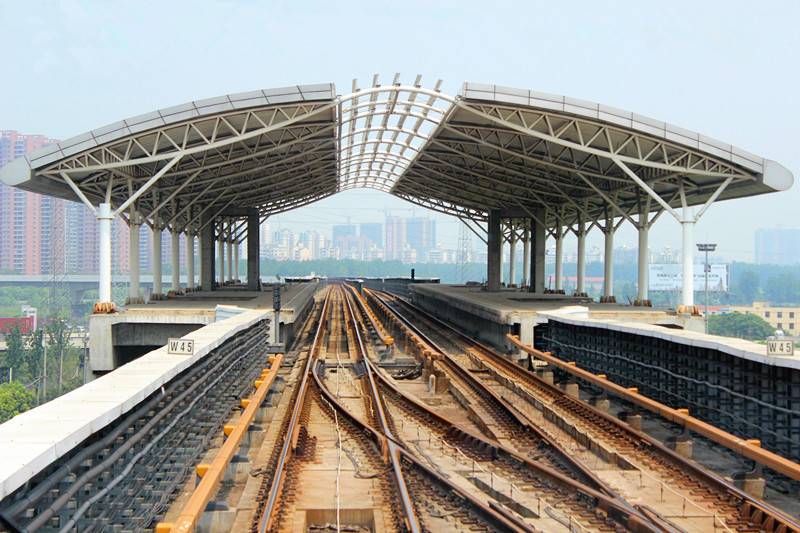
竹葉海站啟用前已建有站台
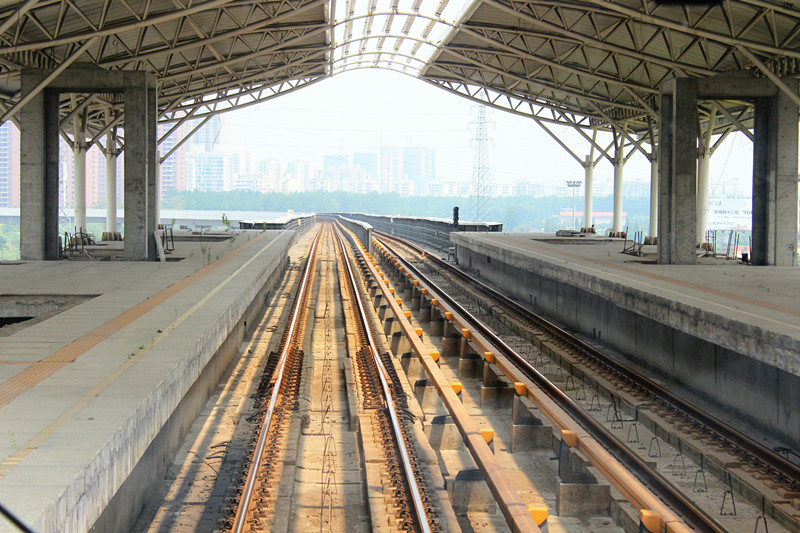
竹叶海站因多年不用，站台上长出了草

## 车站结构

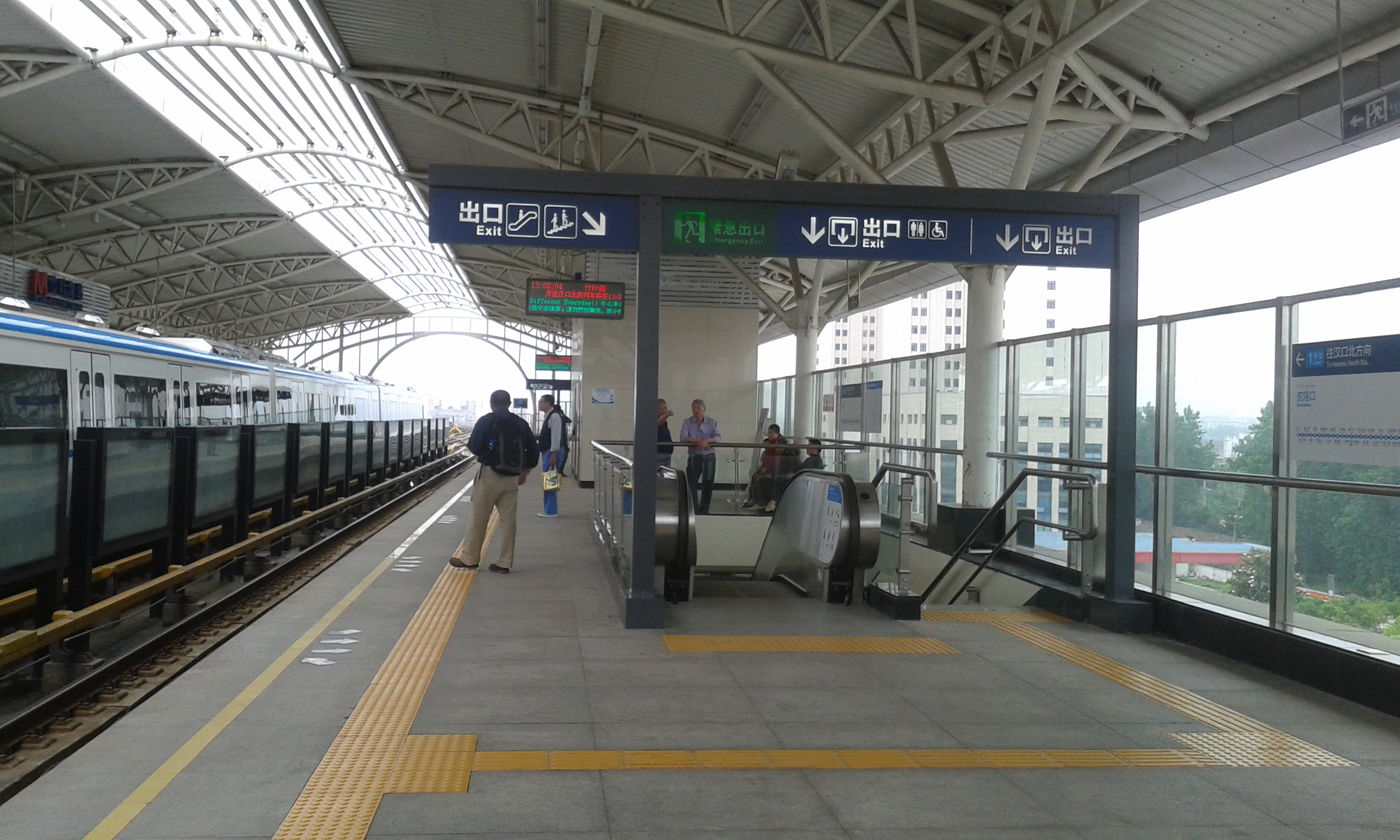
站台層

车站位于解放大道与武汉三环线相交的解放大道上，沿解放大道布置。车站为高架三层侧式站台，地面为解放大道主干道，上二层为车站站厅房屋。有架空廊桥连接该站与附近的宜家商场。

### 楼层分布
| 地上三层 | 侧式站台，右侧开门 | 侧式站台，右侧开门                                                   | 侧式站台，右侧开门 | 侧式站台，右侧开门 |
|          |                    | █ 1号线 往径河（额头湾）                                             |                    |                    |
|          |                    | █ 1号线 往汉口北（舵落口）                                           |                    |                    |
|          | 侧式站台，右侧开门 |                                                                      |                    |                    |
| 地上二层 | 站厅               | 售票机、客服中心、武漢通充值、人行天橋連接武漢宜家家居廣場、車站商圈 |                    |                    |
| 地面     |                    | 出入口、洗手間                                                       |                    |                    |

### 車站出口
|                                                                   |      |      |                                          |
| 出口編號                                                          | 設施 | 照片 | 建議前往的目的地                         |
| A                                                                 |      |      | 工農路                                   |
| B                                                                 |      |      | 工農路、長宜路                           |
| C                                                                 |      |      | 天橋連接宜家家居薈聚購物中心、竹葉海公園 |
| 注： 設有盲人引導徑 \| 設有升降機 \| 設有輪椅升降台 \| 設有洗手間 |      |      |                                          |

## 接驳交通

### 公汽
218路、222路、505路、546路、560路、621路、736路、737路、741路

### 内部链接
- 武汉地铁车站列表